# Bálint (víziló)
Bálint (korábbi nevén Süti) egy Pécsi Állatkertben élő víziló.

## Élete
Bálint (Debrecen, 1994. február 17. –) egy hím nílusi víziló. Apja Szigfrid, anyja Linda, szülei második borjaként született. Még 1994-ben, mindössze 250 kilósan került Pécsre.
Mivel korábban egy ideig a Pécsi Sütőipari Vállalat volt a névadó örökbefogadója, így sokan Süti néven ismerik.
2007-ben egy korábbinál jóval nagyobb új kifutóba került, majd az állatkert teljes felújításakor egy új téli szállást is kapott.
Párja Ágnes. Egyetlen utódjuk a 2008-ban született hím, Buborék.
Bálint a Pécsi Állatkert legnagyobb állata, a súlya 3000–3500 kg lehet. Gondozói szerint bár a vízilovak általában agresszívek, de Bálint az emberekkel barátságosan viselkedik.
2019 óta az OTP Bank gyémántfokozatú támogatóként fogadja örökbe Bálintot, a támogatást az állatkert a vízilovak kifutójának javítására, új játékok beszerzésére valamint a vízilovak tartási és takarmányozási körülményeinek javítására fordítja.
A nílusi vízilovak fogságban akár 50 évig is élhetnek.

## Orvosi beavatkozásai

### Ivartalanítás
Bár a nílusi vízilovat az európai állatkertek összehangoltan, az Európai Törzskönyvi Program (ESB, European Studbook) keretein belül tartják és tenyésztik, de mivel a faj számára megfelelő férőhely építése  rendkívül költséges, ezért egyre kevesebb állatkert tart nílusi vízilovat. Emiatt viszont a víziló-borjakat (különösen a hímeket) egyre nehezebb elhelyezni, így a Pécsi Állatkert 2008 őszén Bálint ivartalanítása mellett döntött.
Az ilyen beavatkozás a vízilovak esetében nem egyszerű, részben mert a víziló rejtett herékkel rendelkezik (a herék a hasüregben helyezkednek el), részben pedig mert az állat ismeretlen súlya miatt nehéz meghatározni a megfelelő altatószer-mennyiséget.
A magyar állatorvosokat egy Chris Walker vezette francia-osztrák orvoscsoport segítette ingyenesen. Mivel a nagy testű állatoknál szokásosan használt altatószer a vízilovaknál 60 %-os elhullást okoz, így egy drágább altatószert alkalmaztak (kb. 1.000.000,- Ft volt az anyagköltség) és ultrahang segítségével határozták meg a herék helyét.

### Megrepedt agyar
Bálint amíg egyedül volt, unalmában elkezdte az agyarait koptatni. Egyszer az egyik agyara megrepedt, és elkezdett erősen vérezni. Sok vért veszített, és a hagyományos vérzéscsillapítók nem voltak hatásosak, így végül egy a nőgyógyászatban használt szerrel (Vagothyl) sikerült a vérzését megfékezni.

### Pénztárca nyelés
Az egyik látogató véletlenül beleejtette pénztárcáját a medencébe, amit Bálint benyelt.
Mivel a vízilovak vastagbele rendkívül szűk, így egy idegen test bélelzáródást okozhat, és végzetes lehet számukra. Végül Bálintot diétára fogták, ugyanakkor paraffinolajat adtak neki természetes hashajtóként: 17 liter paraffinolaj négy nap alatt megtette a hatását, és a pénztárca az ürülékkel együtt távozott a szervezetéből.

## Származási tábla
|             | Szigfrid 1978 | Bálint 1994 | Buborék 2008 |
|             | Szigfrid 1978 | Bálint 1994 | Buborék 2008 |
| Süsü        | Linda 1982    | Bálint 1994 | Buborék 2008 |
| Tücsök 1973 | Linda 1982    | Bálint 1994 | Buborék 2008 |
|             | Hipolit 1964  | Ágnes 2002  | Buborék 2008 |
|             | Hipolit 1964  | Ágnes 2002  | Buborék 2008 |
|             | Hamba 1964    | Ágnes 2002  | Buborék 2008 |
|             |               | Ágnes 2002  | Buborék 2008 |